# Roland Dalbiez
Roland Dalbiez, född 23 juni 1893 i Paris, död 14 mars 1976 i Rennes, var en fransk filosof som var lärare till Paul Ricœur och den förste som i ett omfattande verk presenterade Sigmund Freuds psykoanalys i Frankrike.
Dalbiez deltog i första världskriget som marinofficer, men fick p.g.a. sjukdom överge sin militära karriär. Han vände sig då till filosofin och blev licentiat 1921, sedermera doktor (1936). Han jobbade under hela sin karriär som lärare vid Rennes universitet. Bl.a. forskade han om gränserna mellan biologi och metafysik och var en av grundarna till tidskriften Cahiers de Philosophie de la Nature.
I början av 1930-talet lärde Dalbiez känna Jacques Maritain och uppmuntrades av denne att skriva om Freud. Hans studier om detta blev så omfattande att han kunde lägga fram resultatet som en doktorsavhandling som han lade fram vid Sorbonne och som sedan publicerades i två band.